# Adèle Exarchopoulos
Adèle Exarchopoulos (París, 22 de noviembre de 1993) es una actriz francesa, conocida por interpretar a Adèle en la película francesa de 2013 La vida de Adèle.

## Biografía
Adèle Exarchopoulos nació el 22 de noviembre de 1993, en el 14.º arrondissement de París. Su padre es un profesor de guitarra de origen griego y su madre una enfermera francesa.
Creció en París, donde recibió cursos de teatro de 2001 a 2005. Al mismo tiempo, estudiaba en el instituto Condorcet en el 9.º arrondissement.

### Vida personal
Exarchopoulos y el actor Jérémie Laheurte comenzaron a salir en 2012 durante el rodaje de La vida de Adèle, pero terminaron su relación en 2015. Ella y su pareja, el rapero francés Mamadou Coulibaly, conocido como Doums, miembro de French, el grupo colectivo de hip hop L'entourage tiene un hijo, nacido en 2017. Se separaron en 2021.

## Carrera cinematográfica
En 2005, debutó en el medio-metraje Martha, del director Jean-Charles Hue. Un agente se fija en ella y a raíz de ahí aparece por primera vez en televisión en la serie R.I.S Police scientifique. Luego aparecerá en otras producciones como Boxes, Les Enfants de Timpelbach, Tête de turc, La Rafle, Chez Gino o Carré blanc.
El reconocimiento le ha llegado con la película La vida de Adèle, del director Abdellatif Kechiche. Su actuación, junto a la de Léa Seydoux, fue mencionada por el jurado del Festival de Cannes 2013 al entregar la Palma de Oro a la película. En 2023 participó en el largometraje Pasajes, del director Sachs. En el film forma parte de un trío amoroso que gira alrededor de Tomas (Franz Rogowski), casado con Martin (Ben Whishaw).

## Filmografía
| Año  | Título                    | Papel                      | Notas                                 |
| ---- | ------------------------- | -------------------------- | ------------------------------------- |
| 2005 | Martha                    | —                          | Medio‑metraje; Dir. Jean‑Charles Hue  |
| 2006 | Boxes                     | Lilli                      | Dir. Jane Birkin                      |
| 2007 | Les Enfants de Timpelbach | Marianne                   | Dir. Nicolas Bary                     |
| 2009 | Tête de turc              | Nina, la amiga de Bora     | Dir. Pascal Elbé                      |
| 2010 | La rafle                  | Hannah Traube              | Dir. Roselyne Bosch                   |
| 2011 | Chez Gino                 | Maria Roma                 | Dir. Samuel Benchetrit                |
| 2011 | Carré blanc               | Marie joven                | Dir. Jean‑Baptiste Leonetti           |
| 2013 | Des morceaux de moi       | Erell                      | Dir. Nolwenn Lemesle                  |
| 2013 | La vida de Adèle          | Adèle                      | Dir. Abdellatif Kechiche              |
| 2013 | I Used To Be Darker       | Camille                    | Dir. Matthew Porterfield              |
| 2014 | Qui vive                  | —                          | Dir. Marianne Tardieu                 |
| 2014 | Voyage vers la mère       | —                          | Dir. Mikhail Kosirev‑Nesterov         |
| 2014 | M                         | Lila                       | Dir. Sara Forestier                   |
| 2014 | Rochemort                 | —                          | Dir. Jonathan Helpert                 |
| 2015 | Les Anarchistes           | —                          | Dir. Elie Wajeman                     |
| 2016 | Éperdument                | —                          | Dir. Pierre Godeau                    |
| 2016 | The Last Face             | —                          | Dir. Sean Penn                        |
| 2017 | Le Fidèle                 | Bénédicte “Bibi” Delhany   | Dir. Michaël R. Roskam                |
| 2018 | The White Crow            | Clara Saint                | Dir. Ralph Fiennes                    |
| 2019 | Sybil                     | Margot Vasilis             | Dir. Justine Triet                    |
| 2021 | Rien à foutre             | Cassandre Wassels          | Dir. Julie Lecoustre y Emmanuel Marre |
| 2022 | Les Cinq Diables          | —                          | Dir. Léa Mysius                       |
| 2023 | Fumer fait tousser        | Céline                     | Dir. Quentin Dupieux                  |
| 2023 | Passages                  | Agathe                     | Dir. Ira Sachs                        |
| 2023 | Ladronas                  | Álex                       | Dir. Mélanie Laurent                  |
| 2023 | Pasajes                   | Agathe                     | Dir. Ira Sachs                        |
| 2024 | Corazones rotos           | Jackie                     | Dir. Gilles Lellouche                 |
| 2024 | Inside Out 2              | Ennui / Aburrimiento (voz) | Dir. Kelsey Mann                      |

## Televisión
| Año  | Título                    | Personaje | Notas                                           |
| ---- | ------------------------- | --------- | ----------------------------------------------- |
| 2006 | R.I.S Police scientifique | Sarah     | temporada 2, episodio 2: Le Sang de l'innocence |
| 2009 | Mes chères études         | Helena    |                                                 |
| 2019 | Spheres                   | Narradora | 1 capítulo                                      |

## Premios y distinciones
| Año  | Categoría               | Película         | Resultado |
| ---- | ----------------------- | ---------------- | --------- |
| 2013 | Palma de Oro honorífico | La vida de Adèle | Ganadora  |

| Año  | Categoría                | Película                         | Resultado |
| ---- | ------------------------ | -------------------------------- | --------- |
| 2014 | Mejor esperanza femenina | La Vie d'Adèle – Chapitres 1 & 2 | Ganadora  |
| 2022 | Mejor actriz secundaria  | Mandibules                       | Nominada  |
| 2023 | Mejor actriz             | Rien à foutre                    | Nominada  |
| 2024 | Mejor actriz secundaria  | Je verrai toujours vos visages   | Ganadora  |
| 2025 | Mejor actriz             | L'Amour ouf                      | Nominada  |

| Año  | Categoría                           | Película                         | Resultado |
| ---- | ----------------------------------- | -------------------------------- | --------- |
| 2014 | Mejor actriz en película extranjera | La Vie d'Adèle – Chapitres 1 & 2 | Ganadora  |